# Lorentzweiler
Lorentzweiler (luxemburguès Luerenzweiler) és una comuna i vila a l'est de Luxemburg, que forma part del cantó de Mersch. Comprèn les viles de Lorentzweiler, Blaschette, Bofferdange, Helmdange i Hunsdorf.

## Població
| Nacionalitat   | Població | %      |
| -------------- | -------- | ------ |
| luxemburguesos | 2.059    | 69,26% |
| Forasters      | 914      | 30,74% |
| - portuguesos  | 401      | 13,49% |
| - francesos    | 79       | 2,66%  |
| - italians     | 54       | 1,82%  |
| - belgues      | 81       | 2,72%  |
| - alemanys     | 58       | 1,95%  |
| - iugoslaus    | 28       | 0,94%  |
| - altres       | 213      | 7,16%  |

## Evolució demogràfica
| Any        | Població |
| ---------- | -------- |
| 15/02/2001 | 2.973    |
| 01/01/2002 | 2.960    |
| 01/01/2003 | 2.937    |
| 01/01/2004 | 2.985    |
| 01/01/2005 | 3.023    |